# Oceanside (New York)
Oceanside ist ein Vorort von New York City und Census Designated Place, der zur Stadt Hempstead gehört, und liegt im Nassau County, auf Long Island.

## Geschichte
Ursprünglich als South Bay bekannt, gründete die britische Regierung 1674 unter dem Namen Christian Hook eine Gemeinde, wobei sie den Namen auf die vorherrschende religiöse Zugehörigkeit der Kolonisten in diesem Gebiet stützte. Die Erschließung von Grundstücken schritt rasch voran, und der Verkauf von Austern nahm seinen Platz als dominierende Wirtschaftskraft ein, wobei das lokale Geschäft „Mott’s Landing“ zu einem beliebten Ort für den Kauf von Austern wurde.
Im 19. Jahrhundert beschlossen die Bewohner der Stadt, dass „Oceanville“ besser klang als „Christian Hook“ und „Oceanville Oysters“ verkauften sich gut, weshalb sich der neue Name 1864 offiziell durchsetzte. Da jedoch bereits ein Ort namens Oceanville in New York existierte, wurde im Jahr 1890 „Ocean Side“ als Name für die Stadt angenommen, obwohl sie nicht direkt an den Atlantik grenzt, der einige Meilen weiter südlich liegt. Der Ort ist durch den Reynolds Channel und andere Sumpfinseln sowie die Long Beach Barrier Island vom Ozean getrennt.
Das Oceanside Fire Department wurde im Jahr 1902 gegründet. Columbia Engine Co. #1, ein altes Feuerwehrhaus, existiert noch heute. Es befindet sich an der südwestlichen Ecke des Dreiecks, wo die Lincoln Avenue auf die Long Beach Road trifft.
In den 1900er Jahren begann die Stadt, sich rasch nach Süden auszudehnen, wobei Sümpfe und Marschland überbaut wurden und die Größe der Stadt von einem kleinen Hafen zu einem großen Weiler anstieg. Im Jahr 1918 wurde der Name auf „Oceanside“ verkürzt.
Am 4. Juni 1959 eröffnete Nathan’s Famous sein zweites Restaurant an der Long Beach Road in Oceanside. Es übernahm den Standort des einst beliebten Roadside Rest, das einige Jahrzehnte zuvor eröffnet worden war und neben den Nathan’s-ähnlichen Würstchen und den vor Ort gefangenen Meeresfrüchten auch Live-Unterhaltung und Tanz auf einer großen Tanzfläche angeboten hatte. Es gab ein großes Nathan’s-Gebäude mit Spielbereichen und einem großen offenen Speisesaal mit Bühne. Die Shows waren Familienveranstaltungen. Das Gebäude wurde 1976 abgerissen, und an seiner Stelle wurde ein Einkaufszentrum errichtet. Später eröffnete ein modernes Nathan’s-Franchise-Unternehmen auf einem kleinen Teil des ursprünglichen Grundstücks, an der Ecke Long Beach Road und Windsor Parkway. Im Jahr 2016 zog Nathan’s an einen kleineren Standort an der Long Beach Road um.
Oceanside war Teil des Wohnungsbau-Booms nach dem Zweiten Weltkrieg, als noch mehr Grundstücke mit Häusern bebaut wurden und die Stadt dadurch begann, Levittown zu ähneln. Es wurden weitere Schulen gebaut, und auf dem Sumpfgebiet wurden massive Häuser und ein öffentlicher Park angelegt. Dadurch wurde Oceanside immer anfälliger für Überschwemmungen und Naturkatastrophen. Dies zeigte sich 2012, als Oceanside von der schlimmsten Naturkatastrophe heimgesucht wurde, als der Hurrikan Sandy das Gebiet traf. Der Sturm überschwemmte den südlichen Teil der Stadt vollständig und aus Gebieten nördlich von Nathan’s wurde berichtet, dass Wellen von Wasser die Straßen hinunterspülten. Sandy legte auch die Stromversorgung für fast zwei Wochen lahm, nachdem ein Umspannwerk in der nahe gelegenen Stadt Island Park explodiert war. Oceanside war eine der vielen Städte, die sich über die schleppende Reaktion der Long Island Power Authority ärgerten und deshalb eine Kundgebung abhielten. Auch 2019 haben viele Menschen in Oceanside noch mit den Folgen von Sandy zu kämpfen, und einige haben begonnen, ihre Häuser zu verlassen, wobei der Wert der Häuser hoch bleibt. Überschwemmungen in niedrig gelegenen Gebieten wären viel häufiger.
Im Jahr 2014 kündigte Nathan’s nach jahrelangen Spekulationen und mangelndem Geschäft an, dass es an einen kleineren Standort an der Ecke Long Beach Road und Merle Avenue (in der Nähe des ehemaligen Chwatsky’s) umziehen würde. Dieser Umzug wurde kontrovers aufgenommen, da viele befürchteten, dass der Lieferverkehr den werktäglichen Verkehr zur Schule beeinträchtigen würde. Schließlich genehmigte die Stadt Hempstead den Umzug und das ursprüngliche Gebäude wurde am 4. Januar 2015 offiziell geschlossen. Der dritte Nathan’s eröffnete Anfang 2015 und wurde in Anlehnung an den ersten und zweiten Standort gebaut, wobei die Inneneinrichtung zeitgemäß gestaltet wurde. Im Jahr 2016 traf ein gewaltiger Schneesturm auf die Insel, der fast einen Meter Schnee schüttete und viele der umliegenden Städte sowie einige Teile der Stadt am Kanal überflutete.

## Geographie
Nach Angaben des United States Census Bureau hat die Gemeinde eine Gesamtfläche von rund 13,99 Quadratkilometer (5,4 mi²), davon entfallen 12,95 Quadratkilometer (5,0 mi²) auf Land und 1,04 Quadratkilometer (5,0 mi²) auf Wasser. Der Flächenanteil der Gewässer liegt damit bei 7,38 %.
Oceanside hat ein feuchtes subtropisches Klima (Cfa), die monatlichen Durchschnittstemperaturen im Ortszentrum reichen von 0 °C (32,1 °F) im Januar bis 24 °C (74,8 °F) im Juli.  Die örtliche Winterhärtezone ist 7b.
Die Stadt wurde von den frühen 1900er Jahren bis in die späten 1970er Jahre auf Sumpfland errichtet. Davor war der größte Teil der Stadt ein kleiner Seehafen in der Nähe der bekannteren Dörfer Rockville Centre, Baldwin und East Rockaway. Die Fläche der Stadt wuchs exponentiell, und die Einwohnerzahl stieg bis Ende der 1990er Jahre auf fast 30.000 Menschen an.

## Politik
Die gesamte Gemeinde Oceanside liegt im 4. Kongressbezirk von New York, der vom Kongressabgeordneten Anthony D'Esposito vertreten wird. Trotz der Siege der Demokraten in der Vergangenheit gewann Donald Trump bei den Wahlen 2016 die meisten Stimmen in Oceanside.

## Bevölkerungsentwicklung

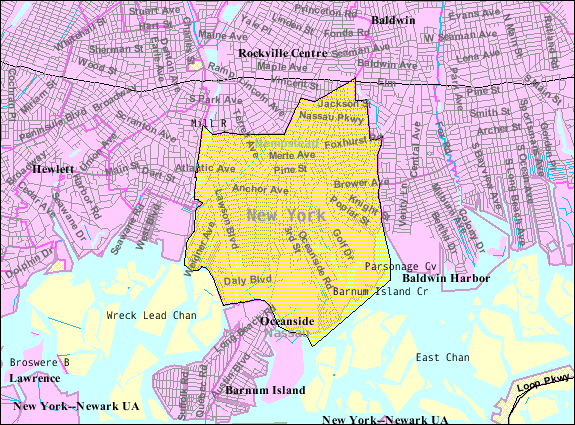
Karte des Census Bezirks

### Census 2000
Bei der Volkszählung im Jahr 2000 lebten 32.733 Menschen, 11.224 Haushalte und 9.125 Familien in dem Gebiet. Die Bevölkerungsdichte betrug Vorlage:Convert. Es gab 11.396 Wohneinheiten mit einer durchschnittlichen Dichte von Vorlage:Convert.
5,90 % der Bevölkerung waren Hispanics oder Latinos jeglicher Ethnie.
Es gab 11.224 Haushalte, in denen zu 36,9 % Kinder unter 18 Jahren lebten, 69,5 % waren verheiratete Paare, die zusammenlebten, 8,8 % hatten eine weibliche Person im Haushalt, die keinen Ehemann hatte, und 18,7 % waren Nicht-Familien. 16,1 % aller Haushalte bestanden aus Einzelpersonen, und in 9,1 % lebte eine alleinstehende Person im Alter von 65 Jahren oder älter. Die durchschnittliche Haushaltsgröße lag bei 2,90 und die durchschnittliche Familiengröße bei 3,25.
In der Gemeinde war die Bevölkerung breit gestreut: 25,0 % waren unter 18 Jahre alt, 6,1 % zwischen 18 und 24 Jahren, 27,6 % zwischen 25 und 44 Jahren, 25,7 % zwischen 45 und 64 Jahren und 15,6 % waren 65 Jahre oder älter. Der Altersmedian lag bei 40 Jahren. Auf 100 weibliche Personen kamen 93,7 männliche Personen. Auf 100 Frauen im Alter von 18 Jahren und älter kamen 89,5 Männer.
Nach einer Schätzung aus dem Jahr 2007 lag das Medianeinkommen eines Haushalts in der Gemeinde bei 100.167 US-Dollar und das Medianeinkommen einer Familie bei 109.937 US-Dollar. Das Medianeinkommen der Männer lag bei 55.652 Dollar, das der Frauen bei 40.163 Dollar. Das Pro-Kopf-Einkommen für den CDP betrug 30.245 $. Etwa 2,8 % der Familien und 3,5 % der Bevölkerung lebten unterhalb der Armutsgrenze, darunter 3,8 % der unter 18-Jährigen und 3,9 % der über 65-Jährigen.

### Census 2010
Die Gemeinde zählte beim 2010 Census 32.109 Einwohner. Bei der Volkszählung waren 92,2 % der Bevölkerung Weiße, 85,9 % Nicht-Hispanische Weiße, 1,7 % Afroamerikaner, 0,1 % amerikanische Ureinwohner, 2,7 % Asiaten, 0,0 % Pazifische Insulaner, 2,4 % Angehörige anderer Ethnien und 1,3 % Angehörige von zwei oder mehr Ethnien. 9,2 % der Bevölkerung sind Hispanics oder Latinos jeglicher Ethnie.

### Census 2020
Beim letzten Census im Jahr 2020 lebten 32.637 Einwohner in Oceanside in 10.812 Haushalten, die Durchschnittshaushaltsgröße ist somit 2,9 Personen. Die Verteilung nach Ethnie hat sich leicht verändert, so sind 84 % der Bevölkerung Weiße, 77,6 % Nicht-Hispanische Weiße, 2,6 % Afroamerikaner, 0,2 % amerikanische Ureinwohner, 3,0 % Asiaten, 0,0 % Pazifische Insulaner und 7,4 % Angehörige von zwei oder mehr Ethnien. 15,2 % der Bevölkerung sind Hispanics oder Latinos jeglicher Ethnie.
Die Altersstruktur zeigt, dass 25,1 % der Bewohner unter 18 Jahre alt sind, wobei 4,6 % unter 5 Jahre und 20,5 % zwischen 5 und 18 Jahre alt sind. Der Anteil der Einwohner über 65 Jahren liegt bei 48,2 %, es leben 48,2 % Frauen in der Gemeinde.
Das Medianeinkommen eines Haushalts liegt bei 136.997 $ im Jahr, das Pro-Kopf-Einkommen bei 58.400 $. Etwas 3,2 % der Einwohner leben unterhalb der Armutsgrenze.

## Wirtschaft und Infrastruktur

### Verkehr

#### Straße
Die Long Beach Road, die Oceanside Road, der Lawson Boulevard und die Atlantic Avenue sind einige der Hauptverkehrsstraßen in Oceanside, aber auch andere Straßen wie die Brower Avenue und die Waukena Avenue, die als Wohnstraßen gebaut wurden, sind stark befahren. Der Sunrise Highway (NY 27) verläuft entlang der nördlichen Grenze des Ortsteils zu Rockville Centre und Baldwin. In der Nähe des South Nassau Communities Hospital führt die Merrick Road kurz hindurch.

#### Schiene
Die Strecke der Long Beach Branch der Long Island Rail Road führt durch die Westseite von Oceanside, wobei sich der Bahnhof Oceanside an der Weidner Avenue und dem Lawson Boulevard befindet. Die Haltestelle Oceanside ist die dritte Station der Long-Beach-Zweigstrecke nach deren Abzweig von der dort als Babylon Branch bezeichneten Hauptstrecke zwischen New York City und Montauk. Die Fahrtzeit vom Bahnhof Oceanside zur Penn Station beträgt etwa 40 Minuten. Im nördlichen Teil von Oceanside benutzen viele Pendler entweder die nahe gelegene Rockville Centre Station oder die Baldwin Station an der Babylon Branch.

#### Fernbus
Der Nassau Inter-County Express fährt mit den Linien n4 und n15 durch Oceanside. Die n36 bediente Oceanside bis 2017, und die n16 bediente Oceanside ebenfalls bis 2012, wurde aber aufgrund von Budgetkürzungen gekürzt. Derzeit fährt kein Bus zur Oceanside LIRR und es gibt auch keine Pläne dafür.

### Bildung
Die Gemeinde liegt innerhalb des Oceanside School Districts.
Die erste Schule von Oceanside wurde um 1838 an der nordwestlichen Ecke von Oceanside und Foxhurst Roads gebaut. Sie hatte nur einen Raum und ein Dachgeschoss. Das Gebäude stand noch bis 1960, wurde aber verlegt und ist heute ein privates Wohnhaus. Das Gelände, auf dem die Schule einst stand, ist heute als Schoolhouse Green bekannt, wo viele Schulveranstaltungen stattfinden. Die Schulen in Oceanside haben numerische Namen, 1 bis 9. Die Schule Nr. 1 wurde 1981 abgerissen. Heute sind die Schulen Nr. 2–5, 8 und 9E Grundschulen, die Schule Nr. 6 ist ein Kindergarten, die Schule Nr. 7 ist eine High School und die Schule Nr. 9M dient als Mittelschule. Die Schule Nr. 9 trägt den Namen von Walter Boardman.
Gegenwärtig ist Phyllis Harrington Superintendentin des Oceanside School District. Sie löste Herb Brown ab, der am Ende des Schuljahres 2012/2013 in den Ruhestand ging.
Zu den nahe gelegenen Hochschulen gehören die Adelphi University, das Nassau Community College, das Molloy College, die Hofstra University, das New York Institute of Technology, das Farmingdale State College, die Stony Brook University und das C.W. Post College.

## Persönlichkeiten

### Söhne und Töchter der Stadt
- Ann Dryden Witte (* 1942), Wirtschaftswissenschaftlerin und Hochschullehrerin
- Don Diamont (* 1962), Schauspieler
- Jay Fiedler (* 1971), Footballspieler[22]
- Susie Fishbein (* 1968), Bestsellerautorin orthodoxer koscherer Kochbücher[23]
- Matthew Forbes (* 2006), Tennisspieler
- Andrew Herman (* 1983), Profifußballer
- Bob Iger (* 1951), CEO der The Walt Disney Company
- Dan Ingram (1934–2018), Discjockey
- Devin Logan (* 1993), Freestyle-Skierin
- Michael James Massimino (* 1962), Astronaut und Professor für Maschinenbau
- Stephen Robert Morse, Produzent und Regisseur
- David Paymer (* 1954), Schauspieler
- Darby Penney (1952–2021), Schriftstellerin und Aktivistin
- Steven C. Pieper (1943–2018), theoretischer Kernphysiker
- Michael Rosenbaum (* 1972), Schauspieler, Sänger und Filmproduzent
- Salli Saffioti (* 1976), Schauspielerin und Synchronsprecherin
- Harold E. Varmus (* 1939), Co-Preisträger des Nobelpreis für Physiologie oder Medizin
- Barry Werth (* 1952), Autor und Journalist

### Persönlichkeiten mit Bezug zur Stadt
- Arthur Rose Eldred (1895–1951), erster Eagle Scout (Boy Scouts of America), wuchs in Oceanside auf.[24]
- Moshe Gottesman (1932–2018), Rabbiner und Dekan an der Hebrew Academy of Nassau County
- Gilda Gray, „Flapper“ (1901–1959), lebte in den 1920er–30er Jahren in Oceanside, bekannt als die „Shimmy Queen“ und Florenz Ziegfelds „Golden Girl“
- Murray Handwerker (1921–2011), Geschäftsmann[25]
- Art Heyman (1941–2012), College-Basketball-AP-Spieler des Jahres (1963) und Profi-Basketballer, wuchs in Oceanside auf.[26]
- Shep Gordon (* 1945), Talentmanager, Filmagent und Produzent
- Leon Johnson (* 1974), ehemaliger Profi-Footballspieler
- Dennis Leonard (* 1951), Baseball-Spieler, Mitglied der Kansas City Royals Hall of Fame
- Tomáš Masaryk (1850–1937), der „Vater der tschechischen Nation“, lebte während seines Exils 1918 eine Zeit lang in Oceanside.
- Frank Pellegrino (1944–2017), Schauspieler (GoodFellas, Law & Order, Die Sopranos)
- Thomas H. Cormen (* 1956), Informatiker, Autor des Sachbuchs Introduction to Algorithms, wuchs in Oceanside auf.
- Andrew Pollack, Aktivist für Schulsicherheit, wuchs in Oceanside auf.[27]
- Betty Robbins (1924–2005), erste weibliche Kantorin des 20, Jahrhunderts, wirkte in Oceanside.[28]
- Ernie Vandeweghe, ehemaliger Knicks-Star und Vater der NBA-Spielerin und Managerin Kiki Vandeweghe
- Reginald VelJohnson (* 1952), Schauspieler, am besten bekannt durch seine Rolle als Carl Winslow in Family Matters.

## Sonstiges
- Die Außenanlagen des Greater Lincoln Shopping Centers wurden in der Netflix-Serie Maniac gezeigt.[29]